# Galerucella

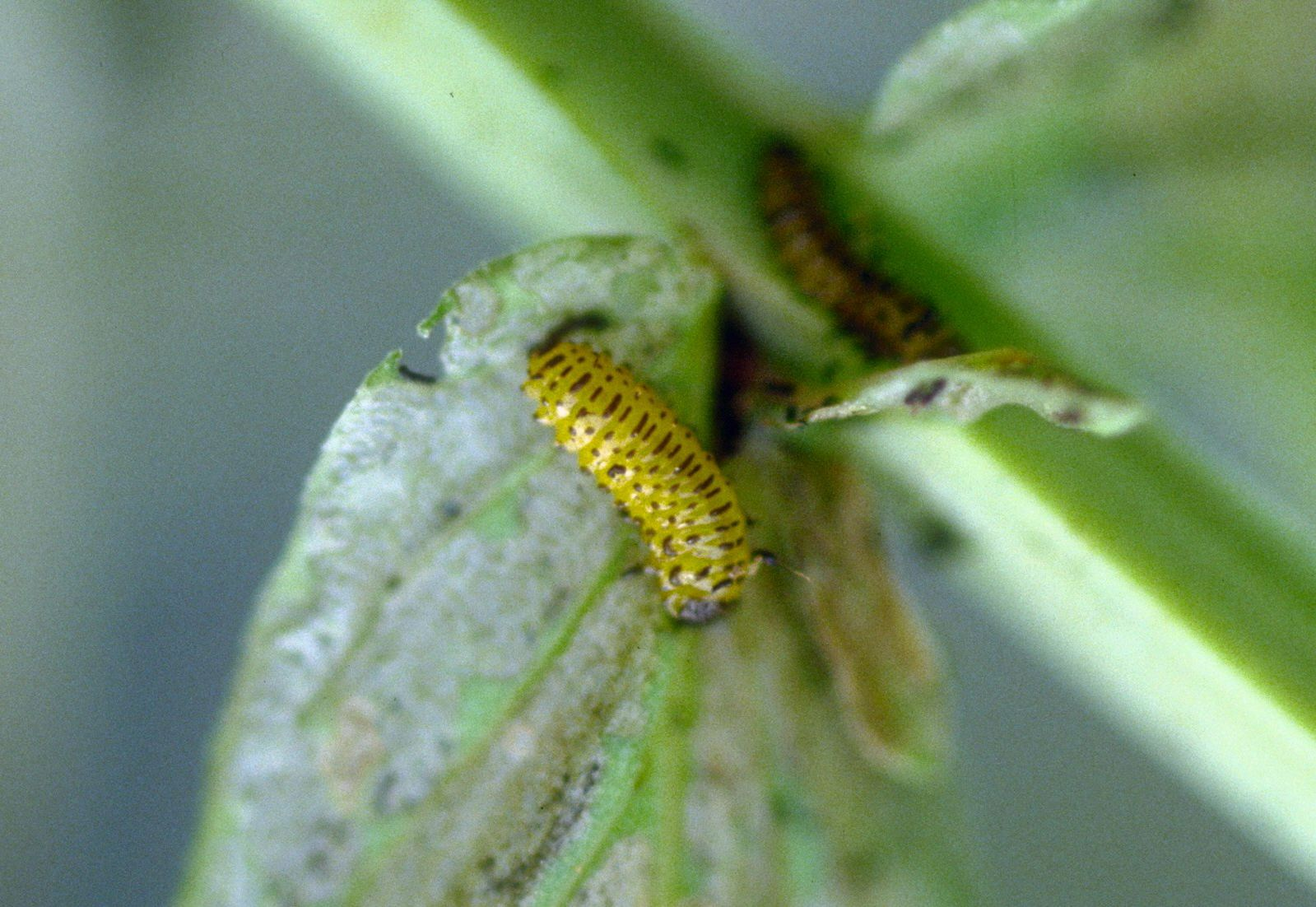
Galerucella calmariensis, larva.

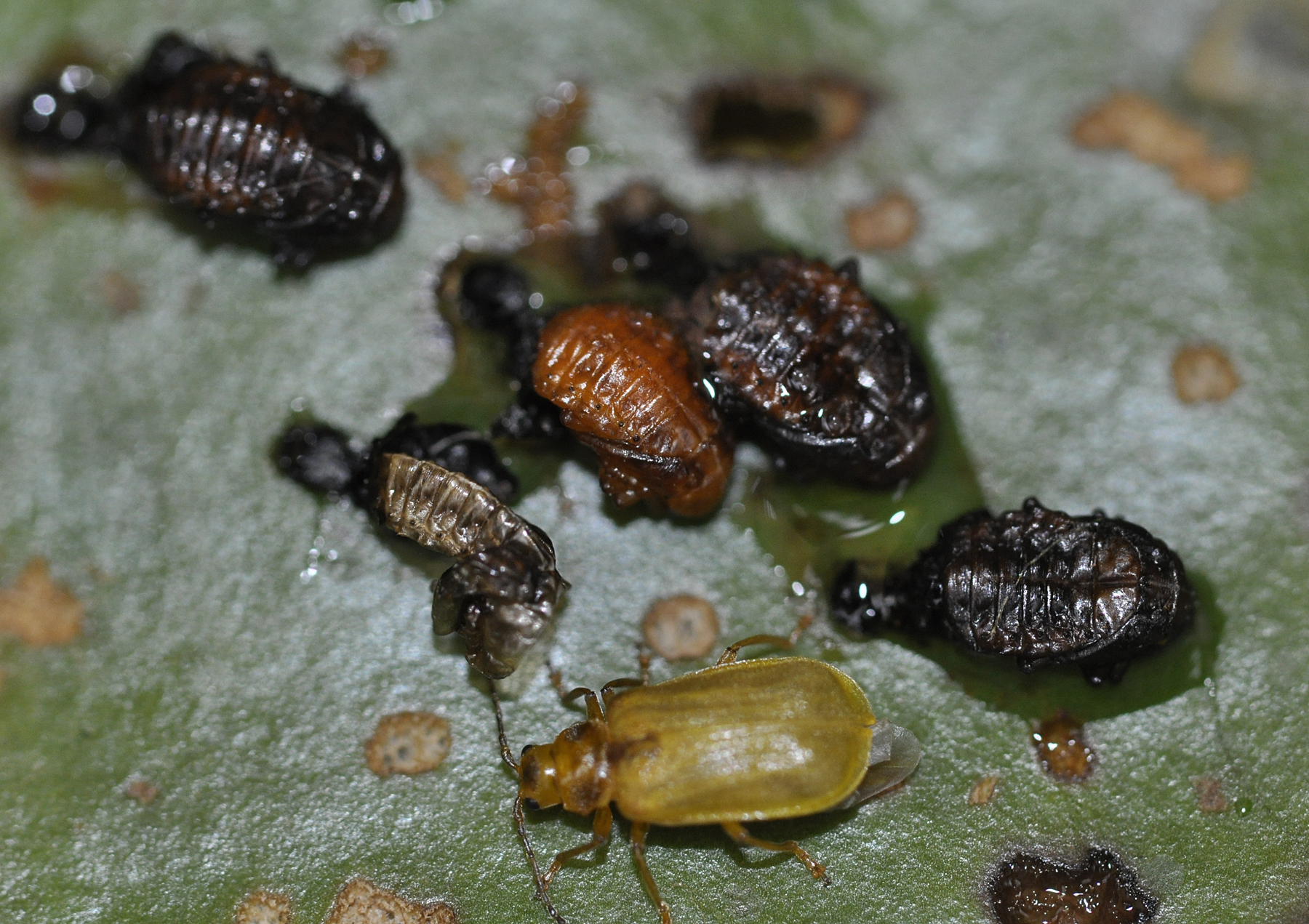
Galerucella nymphaeae, adulto y larvas.

Galerucella es un género de coleópteros de la familia Chrysomelidae. El género fue descrito por Crotch en 1873.
Las larvas y adultos se alimentan de hojas de plantas, como otros crisomélidos. Los adultos miden de 3.5 a 4.2 mm, las larvas llegan a medir 5 a 6 mm y las pupas miden de 3.5 a 4 mm. Pasan el invierno como larvas, en el suelo, bajo las plantas de que se alimentan. Tienen una generación anual. Son de distribución amplia pero ausentes en el Neotrópico.
Lista de especies:
- Galerucella aludela Maulik, 1936
- Galerucella amboinensis (Jacoby, 1894)
- Galerucella angulosa (Pic, 1928)
- Galerucella aurata Maulik, 1936
- Galerucella aquatica Geoffroy, 1785
- Galerucella bataviensis (Hornstedt, 1788)
- Galerucella birmanica (Jacoby, 1889)
- Galerucella bruneiensis (Chujo, 1964)
- Galerucella brunneipennis Bryant, 1954
- Galerucella calmariensis (Linnaeus, 1767)
- Galerucella celebensis (Weise, 1892)
- Galerucella chujoi Komiya, 2005
- Galerucella consentanea Hope, 1924
- Galerucella digambara (Maulik, 1936)
- Galerucella dufresni Klug, 1835
- Galerucella fairmairei (Laboissiere, 1922)
- Galerucella fossata (Chen, 1942)
- Galerucella funesta Jacoby, 1887
- Galerucella grisescens Joannis, 1865
- Galerucella hageni (Jacoby, 1887)
- Galerucella inconspicus (Jacoby, 1899)
- Galerucella kerstensi Lohse, 1989
- Galerucella laterimaculata Jacoby, 1886
- Galerucella lineola Fabricius, 1781
- Galerucella maculicornis (Faldermann, 1837)
- Galerucella malaisei Bryant, 1952
- Galerucella marginipennis (jacoby, 1894)
- Galerucella mindorana Weise, 1913
- Galerucella multicostata Pic, 1928
- Galerucella nipponensis (Laboissiere, 1921)
- Galerucella nymphaeae Linnaeus, 1758
- Galerucella ohkurai Kimoto & Takahashi, 1992
- Galerucella ornatipennis Lopatin, 2002
- Galerucella ozeana (Nakane, 1963)
- Galerucella philippinensis (Boheman, 1859)
- Galerucella picea (Scudder, 1879)
- Galerucella pici (Laboissiere, 1913)
- Galerucella pusilla Duftschmid, 1825
- Galerucella quadrimaculata (Redtenbacher, 1850)
- Galerucella quebecensis (Brown, 1938)
- Galerucella rubi (Tamanuki, 1938)
- Galerucella rubromarginata Laboissiere, 1929
- Galerucella sagittariae (Gyllenhal, 1813)
- Galerucella scutellata (Hope, 1831)
- Galerucella semipullata (Clark, 1864)
- Galerucella setulosa (Sahlberg, 1913)
- Galerucella solarii Burlini, 1942
- Galerucella stefanssoni (Brown, 1938)
- Galerucella tenella Linnaeus, 1761
- Galerucella thoracica (Baly, 1886)
- Galerucella umbrolineata (Laboissiere, 1929)
- Galerucella unicostata Pic, 1937
- Galerucella vartiani Lopatin, 1966
- Galerucella wallacei Baly, 1886